# Faro Cerro de Montevideo
El Faro Cerro de Montevideo es un faro de Montevideo ubicado en el barrio Villa del Cerro, sobre la cima del Cerro de Montevideo y de la Fortaleza General Artigas.actualmente no tiene luces debido a que han sido robadas y dañadas por el ambiente. 

## Historia
En septiembre de 1799 la Corte española decide la instalación de una farola sobre el Cerro de Montevideo, la misma es inaugurada unos años después, e iluminada por primera vez el 4 de abril de 1802. Su construcción es una torre circular de mampostería, con una cúpula e edificaciones al pie. En 1809 se decide construir una fortificación en sus alrededores para proteger a dicho faro de posibles ataques. 
En 1942, cuando ya el Uruguay estaba consagrado como una república, el sistema lumínico fue electrificado, reemplazando a las lámparas a vapor de querosén por una lámpara incandescente de 1500 W de potencia. El faro tiene una altura de 148 metros, lo que permite que la entrada al puerto de Montevideo sea más segura. Cuenta con una altura de 8 metros y un alcance luminoso de 19,2 millas náuticas.

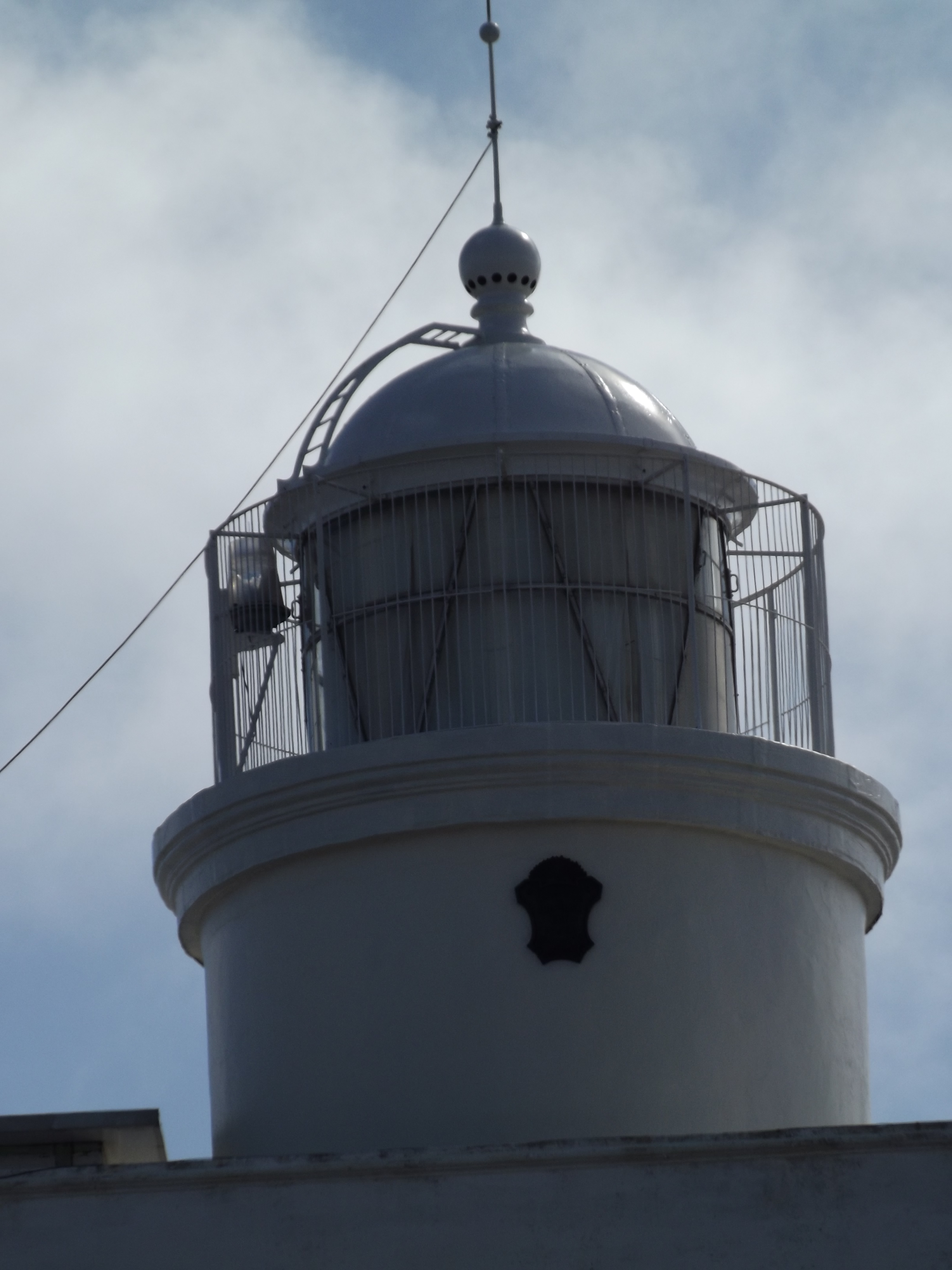

El 24 de junio de 2000, y con el código 2000-13-C, la Administración Nacional de Correos  imprimió y emitió unos sellos valor $36 pesos uruguayos, en homenaje a dicha construcción marina.